# جاك توريس
جاك توريس (بالفرنسية: Jacques Torres)‏ هو طاهي فرنسي، ولد في 14 يونيو 1959 في الجزائر في الجزائر.

## وصلات خارجية
- جاك توريس على موقع IMDb (الإنجليزية)
- جاك توريس على موقع إن إن دي بي (الإنجليزية)
- جاك توريس على موقع قاعدة بيانات الفيلم (الإنجليزية)